# Stazione di Capo Bonifati
La stazione di Capo Bonifati è una stazione ferroviaria posta sulla linea Battipaglia-Reggio Calabria. Serve il comune di Bonifati e in particolare una sua frazione, Cittadella del Capo, dove tale stazione è situata.

## Storia
La stazione di Capo Bonifati entrò in servizio il 31 luglio 1895, come parte del tronco ferroviario da Praia d'Ajeta a Sant'Eufemia Marina.

## Movimento

### Trasporto regionale
La stazione è servita da treni Regionali che collegano Capo Bonifati con:
- Paola
- Cosenza
- Sapri
- Napoli Centrale
- Salerno

I treni del trasporto regionale vengono effettuati con E.464 con carrozze UIC-X restaurate + carrozze semipilota, carrozze MDVC, carrozze MDVE + carrozze semipilota, miste di prima e seconda classe. Inoltre vengono utilizzati i treni Minuetto ALe 501/502.

## Servizi
La stazione di Capo Bonifati dispone di:
- Biglietteria automatica
- Sottopassaggio
- Annunci sonori arrivi e partenze treni